# Brian Sanches
Pour les articles homonymes, voir Sanches.
Brian Lee Sanches (né le 8 août 1978 à Beaumont, Texas, États-Unis) est un lanceur de relève droitier des Ligues majeures de baseball sous contrat chez les Royals de Kansas City.

## Carrière

### Débuts
Brian Sanches est un choix de deuxième ronde des Royals de Kansas City en 1999. Alors qu'il joue toujours en ligue mineure, Kansas City échange Sanches et un autre joueur des mineures (le lanceur gaucher Chris Tierney) aux Padres de San Diego en retour du voltigeur Rondell White. La transaction a lieu le 26 août 2003, mais Sanches n'évolue pas davantage en ligue majeure avec les Padres puisqu'il est transféré aux Phillies de Philadelphie dans une transaction mineure le 1er avril 2004.

### Phillies de Philadelphie
Le lanceur droitier fait finalement ses débuts en MLB le 1er juin 2006, dans l'uniforme des Phillies. Il apparaît dans 18 parties en relève durant cette saison. L'année suivante, il joue douze matchs pour Philadelphie, avec une victoire et une défaite. Sa première victoire dans les majeures est obtenue le 24 juin 2007 contre Saint-Louis.

### Nationals de Washington
Devenu agent libre, il rejoint les Nationals de Washington pour qui il lance onze manches en 2008. Sa moyenne de points mérités est très élevée (7,36) mais il gagne ses deux décisions.

### Marlins de la Floride
En novembre 2008, Sanches accepte un contrat des Marlins de la Floride, avec qui il obtient la chance, pour la première fois, de lancer sur une base plus régulière au niveau majeur. Il effectue 47 sorties durant la 2009 et se montre efficace avec une moyenne de points mérités de 2,56 en 56 manches et un tiers lancées. Il est crédité de quatre victoires, contre deux défaites.
En 2010, il abaisse sa moyenne de points mérités à 2,26 et est utilisé dans 61 parties des Marlins, pour un total de 63 manches et deux tiers lancées. Son dossier victoires-défaites est de 2-2.
En 2011, il remporte quatre de ses cinq décisions et présente une moyenne de points mérités de 3,94 en 61 manches et deux tiers lancées.

### Phillies de Philadelphie
Le 30 novembre 2011, Sanches est invité au camp d'entraînement 2012 des Phillies de Philadelphie. Il ne joue que 6 matchs avec les Phillies en 2012.

### Royals de Kansas City
Il rejoint les Astros de Houston le 5 août 2012 mais ne s'aligne pas avec le club. Devenu agent libre, il rejoint le 16 novembre les Royals de Kansas City.